# Storfors
Storfors er et byområde i Storfors kommun i Värmlands län i Sverige. I 2010 var indbyggertallet 2.337.